# Lactarius glyciosmus
Lactarius glyciosmus (Elias Magnus Fries, 1818 ex Elias Magnus Fries, 1838) este o specie de ciuperci condiționat comestibile din încrengătura Basidiomycota în familia Russulaceae și de genul Lactarius. O denumire populară nu este cunoscută. Acest burete destul de răspândit coabitează, fiind un simbiont micoriza (formează micorize pe rădăcinile arborilor). În România, Basarabia și Bucovina de Nord trăiește pe sol umed, mai mult sau mai puțin proaspăt și acru, în grupuri de mai multe exemplare, numai sub mesteceni, în turbării înalte, păduri de foioase și mixte, acolo în locuri ierboase și pe mușchi, de asemenea, ocazional prin parcuri. Apare de la câmpie la munte, din (iulie) august până în octombrie (noiembrie).

## Taxonomie
Numele binomial a fost determinat de marele savant Elias Magnus Fries drept Agaricus glyciosmus  în volumul 2 al operei sale Observationes mycologicae din 1818., apoi, el însuși a transferat specia corect la genul Lactarius sub păstrarea epitetului, de verificat în cartea sa Epicrisis systematis mycologici, seu synopsis hymenomycetum din 1838, fiind numele curent valabil (2020).
Toate celelalte încercări de redenumire precum variațiile descrise (vezi infocaseta) sunt acceptate sinonim, dar nefolosite. 
Epitetul latinizat este derivat din cuvintele grecești  limba greacă (greacă γλυκός=dulce) și (greacă όσμός=miros), datorită aromei ciupercii.

## Descriere

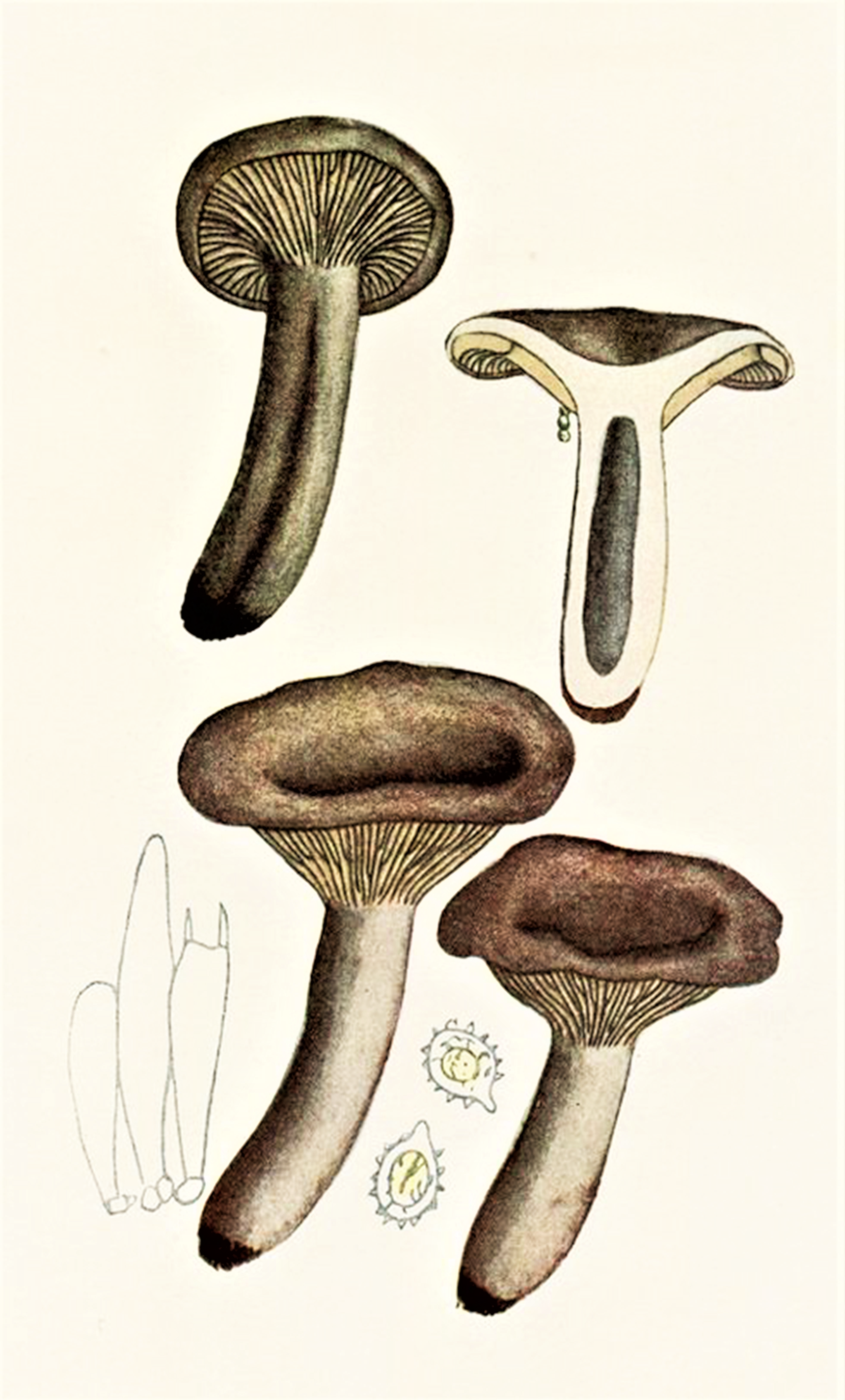
Bres.: Lactarius glyciosmus

- Pălăria: are un diametru de 2–6 (8)cm, este destul de subțire, fragilă, inițial boltită cu marginea la început răsfrântă spre inferior și netedă, mai târziu aplatizată și slab adâncită, prezentând un gurgui mic central care dispare adesea cu avansarea în vârsta, iar la bătrânețe adâncită până în formă de pâlnie cu marginea atunci răsucită în sus. Cuticula, în tinerețe brumată fin, este uscată, dar pe vreme umedă lipicioasă, slinoasă, chiar ceva higrofană și fără zone concentrice. Coloritul variabil poate fi gri deschis, gri-roz, gri-brun brun-roz sau galben-maroniu, devenind crem la bătrânețe.
- Lamelele: sunt subțiri, îndesate, nu bombate, cu muchii netede, lame neregulate și bifurcate, fiind la început aderate, mai târziu decurente la picior. Coloritul, mai întâi roz-albicioase până crem, devin cu timpul mai mult sau mai puțin ocru, în vârstă uneori pătate gri-brun.
- Piciorul: are o înălțime de 3-6 cm și o grosime de 0,5-1cm, este neted, uscat și în partea de sus nu rar ușor brumat, zvelt, cilindric, inițial plin, apoi împăiat și la sfârșit gol pe dinăuntru. Coloritul suprafeței este asemănător celui al pălăriei sau ceva mai slab. Baza este aproape mereu învelită de un fetru miceliar. Nu prezintă o zonă inelară.
- Carnea: subțire, moale și fragilă este albicioasă până deschis ocru-maronie, umedă brun-rozalie. Nu se decolorează, odată tăiată. Mirosul este în stadiu timpuriu aproape imperceptibil, dar repede aromatic, amintind de fulgi de cocos, iar gustul, în primul moment blând, devine repede suportabil iute.
- Laptele: curge numai în tinerețea buretelui abundent, apoi doar foarte slab, este albicios, și nu se decolorează, gustul fiind mai întâi blând, apoi și el moderat iute ca carnea.[3][4]
- Caracteristici microscopice: are spori rotunjori de 8-9 x 7–8 microni cu apicol și pereți groși, fiind amiloizi (ce înseamnă colorabilitatea structurilor tisulare folosind reactivi de iod), hialini (translucizi) și acoperiți cu crestături proporționate precum cu negi înalți de 0,5-1µm, ascuțiți, și reticulați. Pulberea lor este crem-albicioasă. Basidiile cu în mod normal 4 sterigme fiecare sunt clavate,  măsurând 30-35 × 8-10 microni. Cistidelele (elemente sterile situate în stratul himenal sau printre celulele din pielița pălăriei și a piciorului, probabil cu rol de excreție) sunt fusiforme cu o dimensiune de 60-70 × 8-9 microni.[9] Muchiile eterogene prezintă pe lângă basidii o mulțime de cheilocistide (elemente sterile situate pe muchia lamelor) clavate, uneori umflate care  măsoară 40-85 x 7-10 microni precum ceva mai puține pleurocistide (elemente sterile situate în himenul de pe fețele lamelor) cuneiforme până fusiforme, în vârf turtit ascuțite, de 40–75 × 7–12 microni. Pileocistidele (elemente sterile de pe suprafața pălăriei) numai puțin diferențiate au hife preponderent paralele, ocazional și slab ascendente, late de  3-12µm. Unele capete de hife sunt îndoite spre sus, altele ies în smocuri. Pereții hifelor sunt parțial slab gelatinoși și între ei sunt intercalate unele lactifere.[10][11]
- Reacții chimice: nu sunt cunoscute.[3][4]

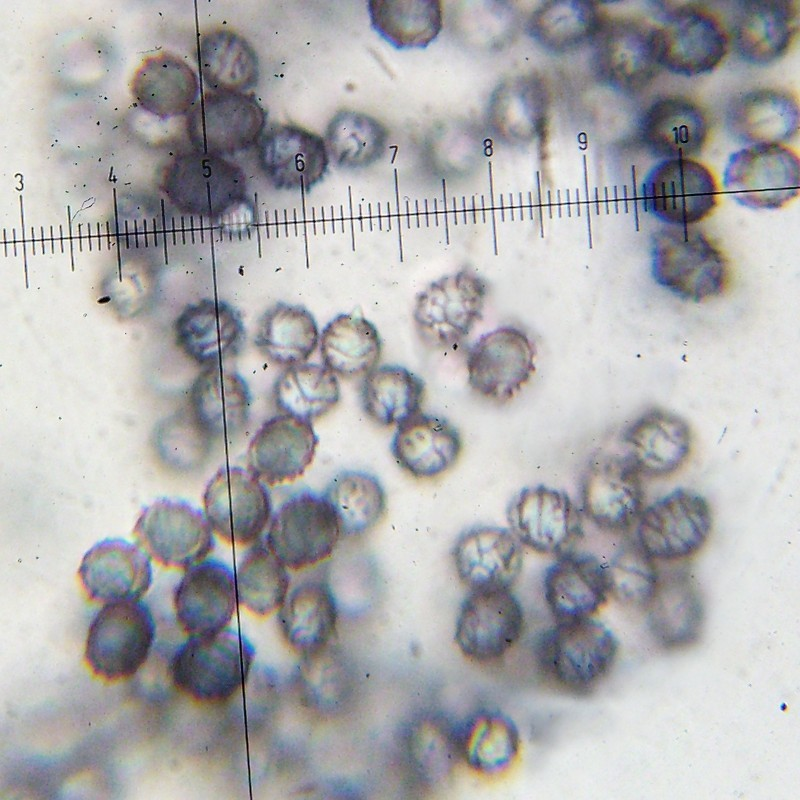
L. glyciosmus, spori
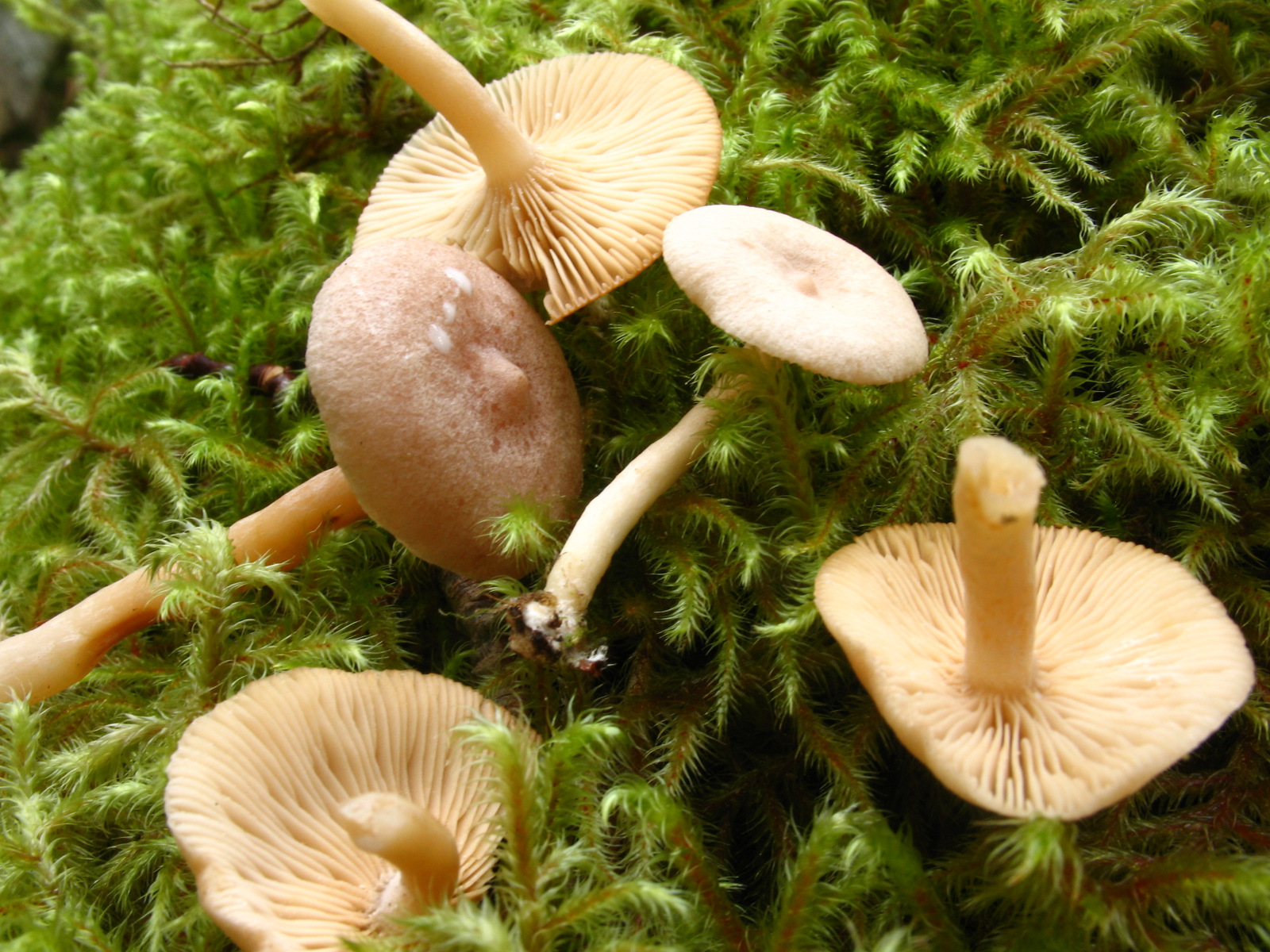
L. glyciosmus mai tineri, pălărie, lamele și picior
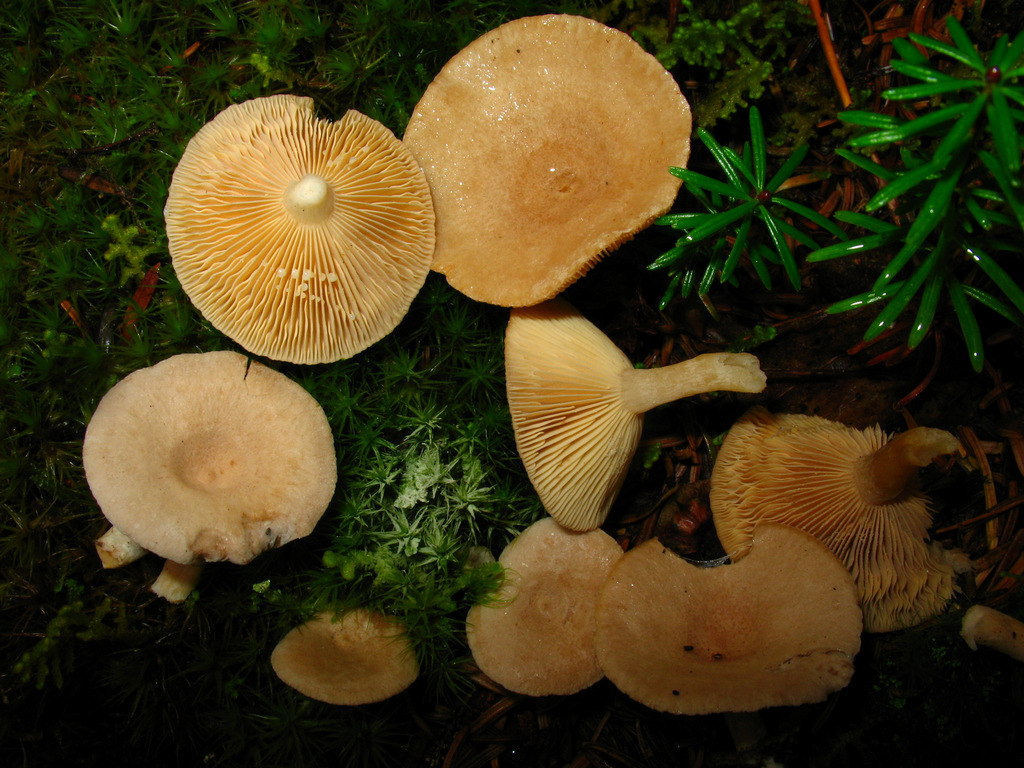
L. glyciosmus maturi, pălărie, lamele și picior
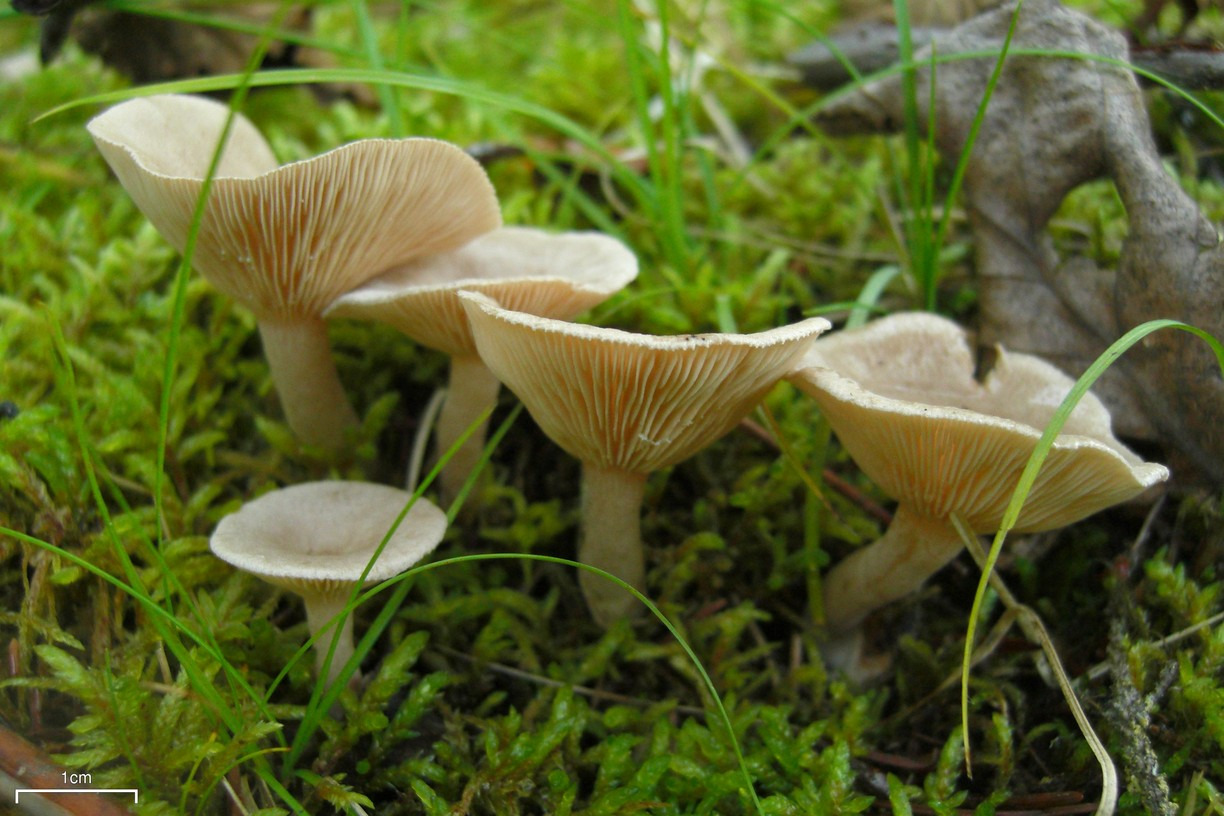
L. glyciosmus mai bătrâni, pălărie, lamele și picior
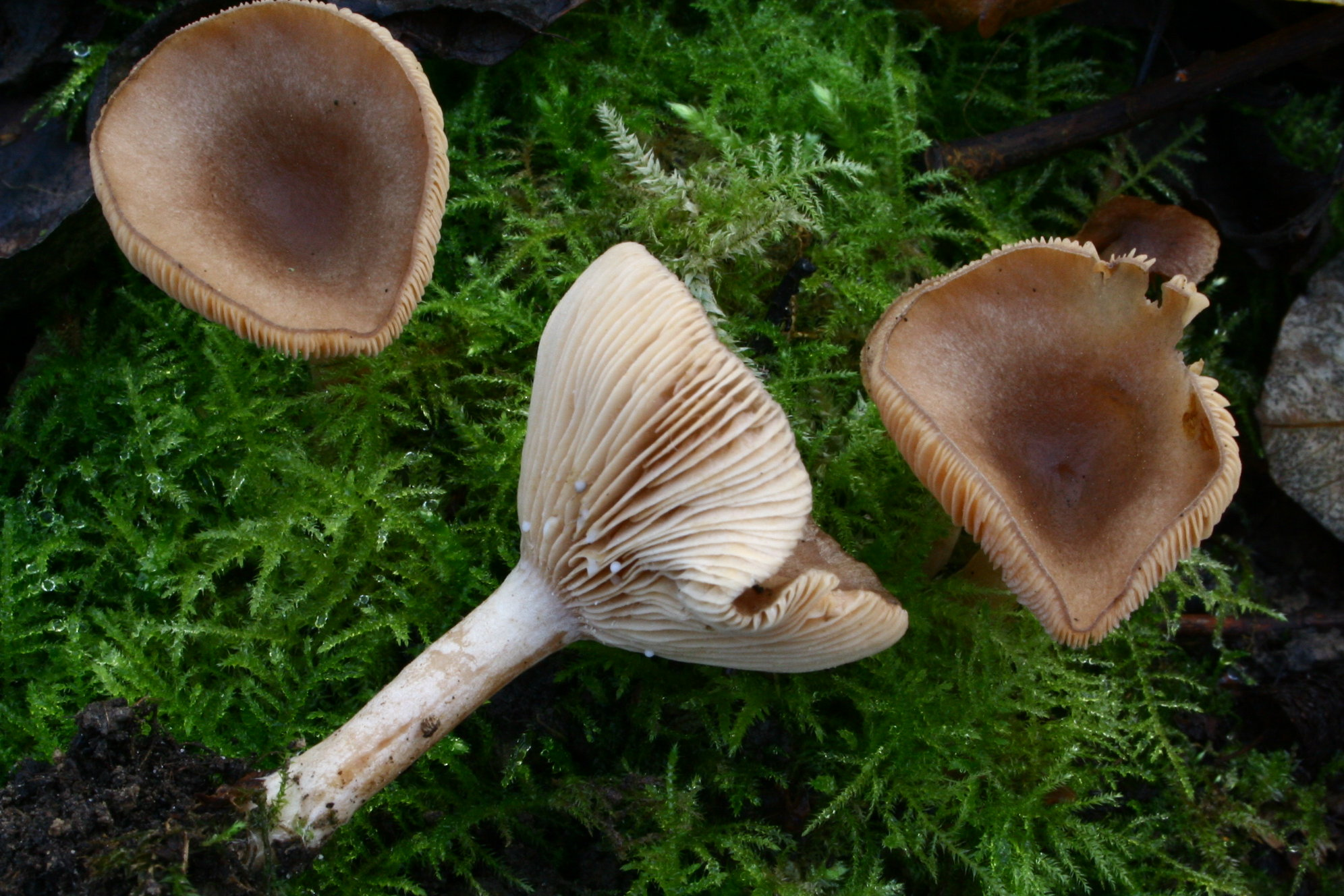
L. glyciosmus de culoare mai închisă

## Confuzii
Soiul poate fi confundat în primul rând du ciuperci de miros asemănător cum sunt Lactarius lilacinus (necomestibil), Lactarius mammosus sin. Lactarius fuscus (necomestibil), dar, de asemenea cu Lactarius acris, Lactarius albocarneus (necomestibil), Lactarius azonites (necomestibil), Lactarius blennius (necomestibil), Lactarius circellatus (necomestibil), Lactarius decipiens (necomestibil), Lactarius flexuosus (necomestibil), Lactarius mammosus sin. Lactarius fuscus (necomestibil), Lactarius pallidus (necomestibil), Lactarius pterosporus (necomestibil), Lactarius pyrogalus (necomestibil), Lactarius quietus (comestibil), Lactarius rufus (necomestibil), Lactarius trivialis (necomestibil) sau Lactarius vietus (necomestibil).

## Specii asemănătoare în imagini

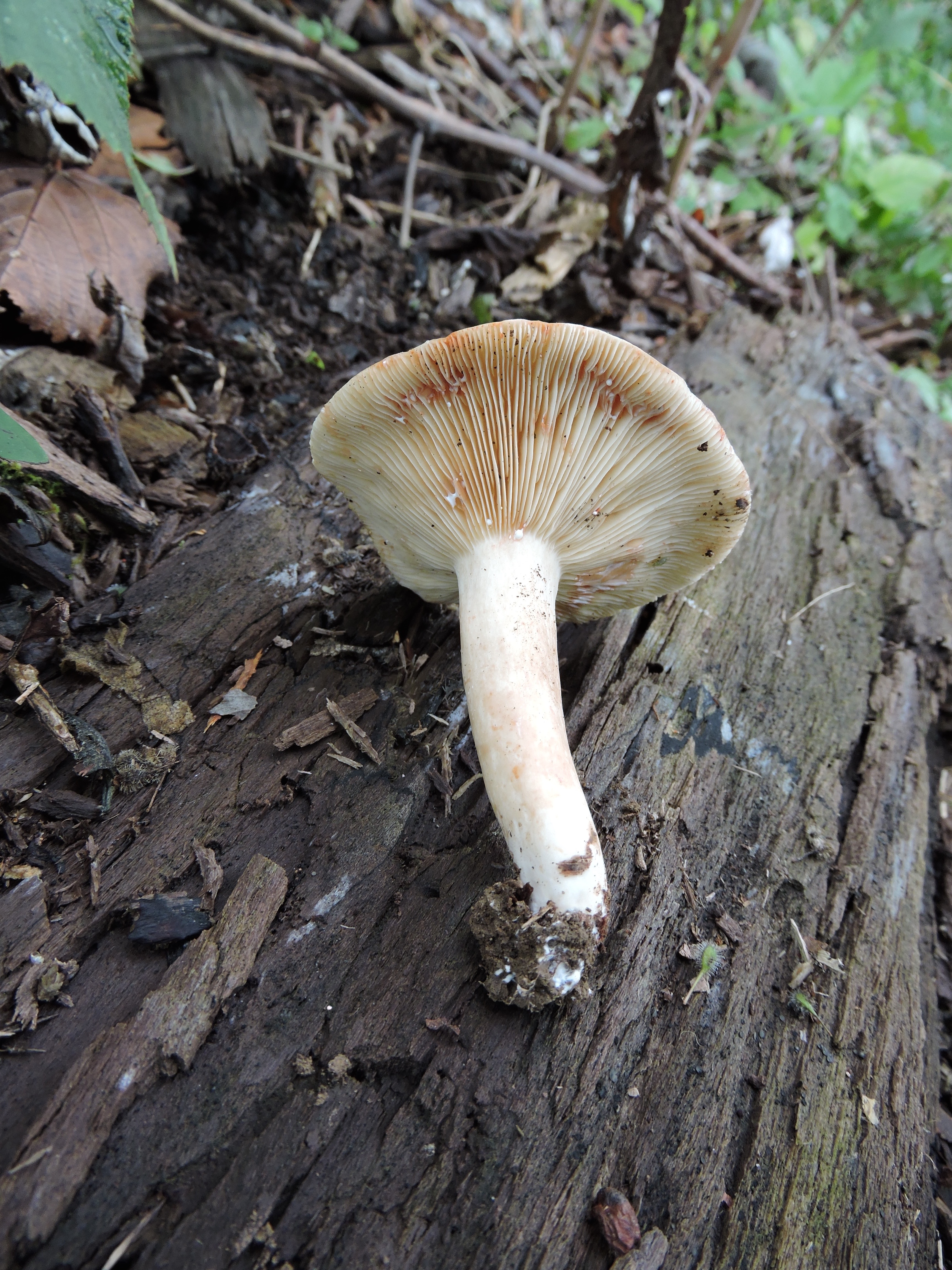
!Lactarius acris!
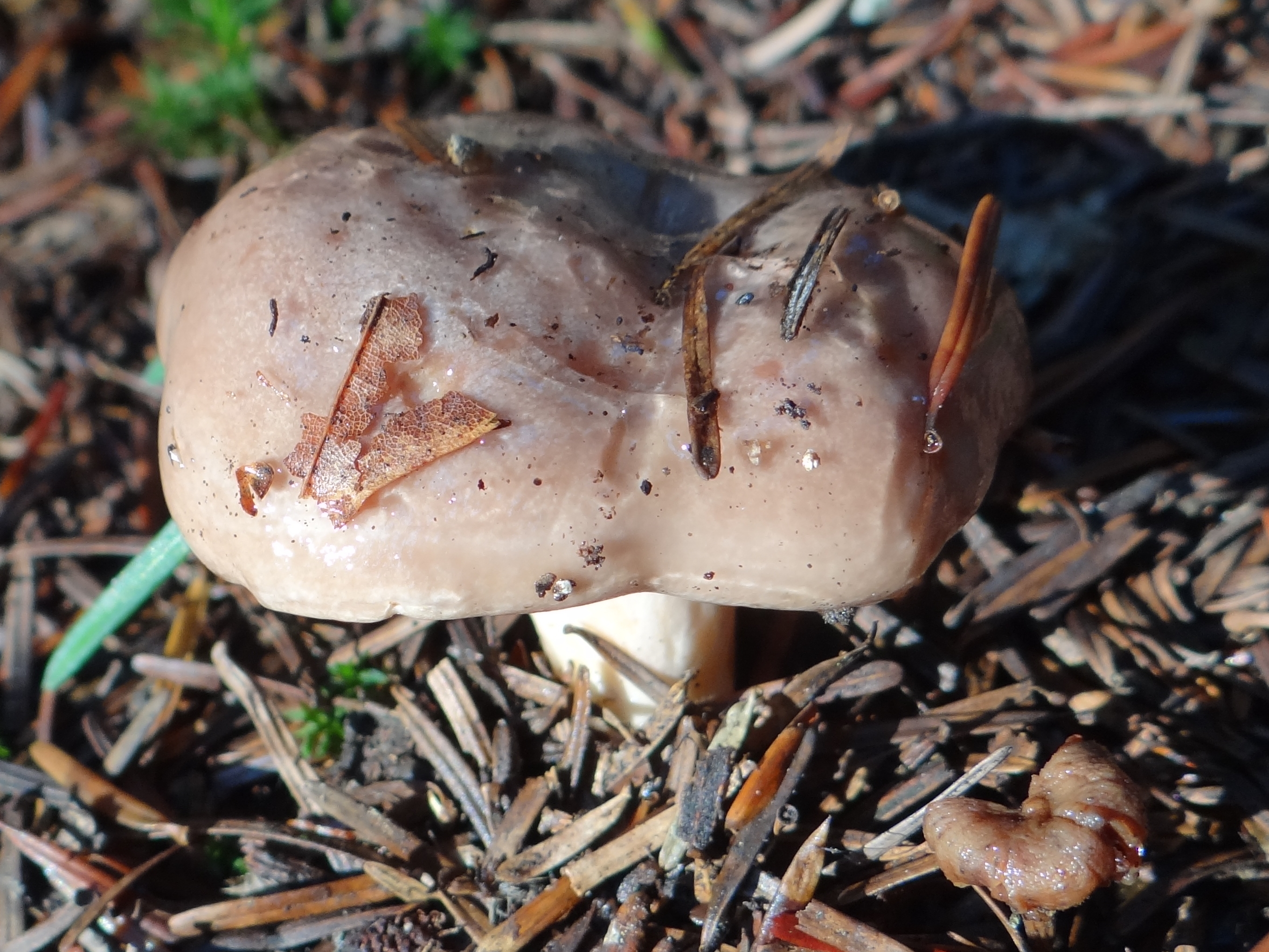
!Lactarius albocarneus!
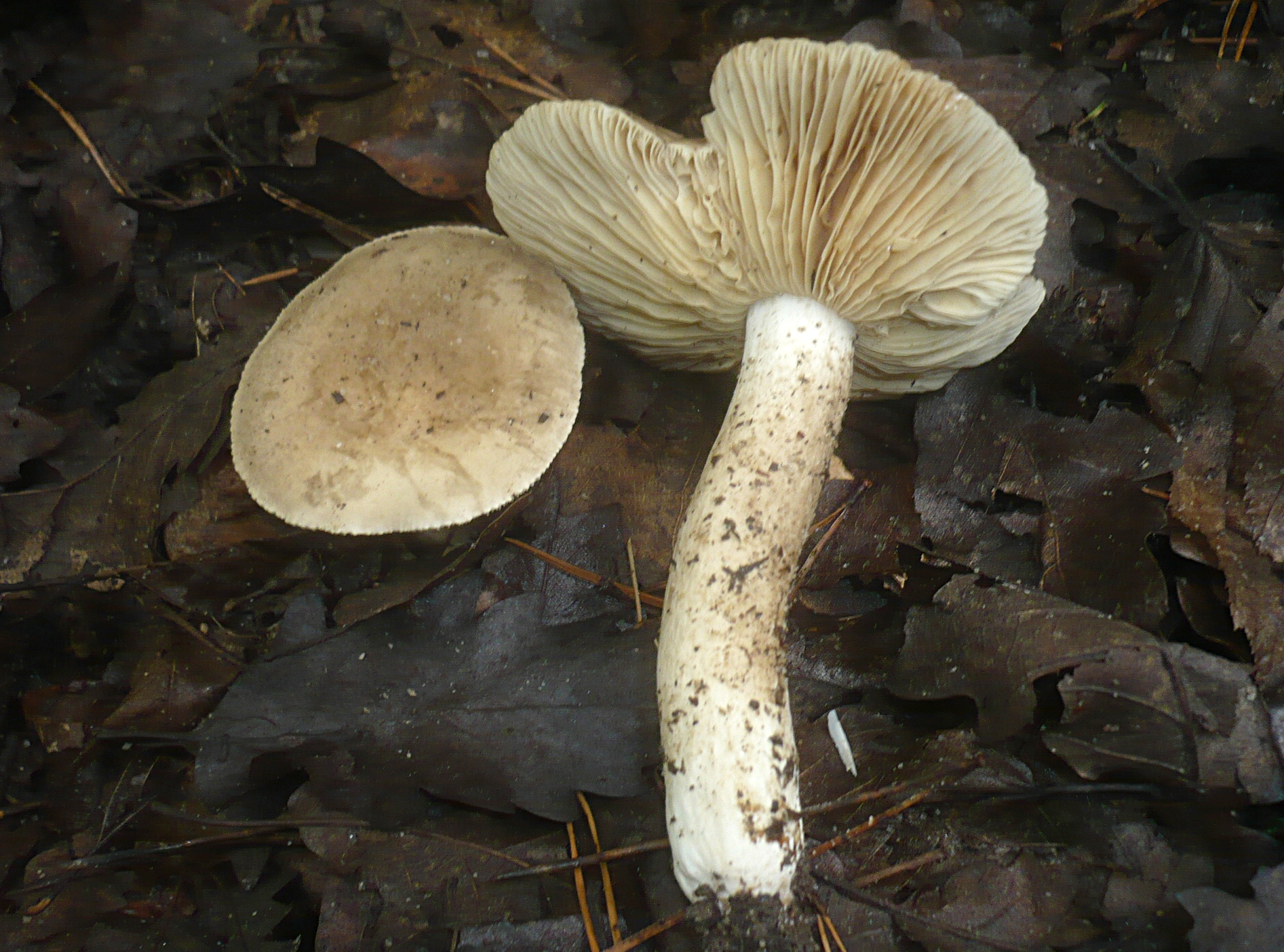
Lactarius azonites!
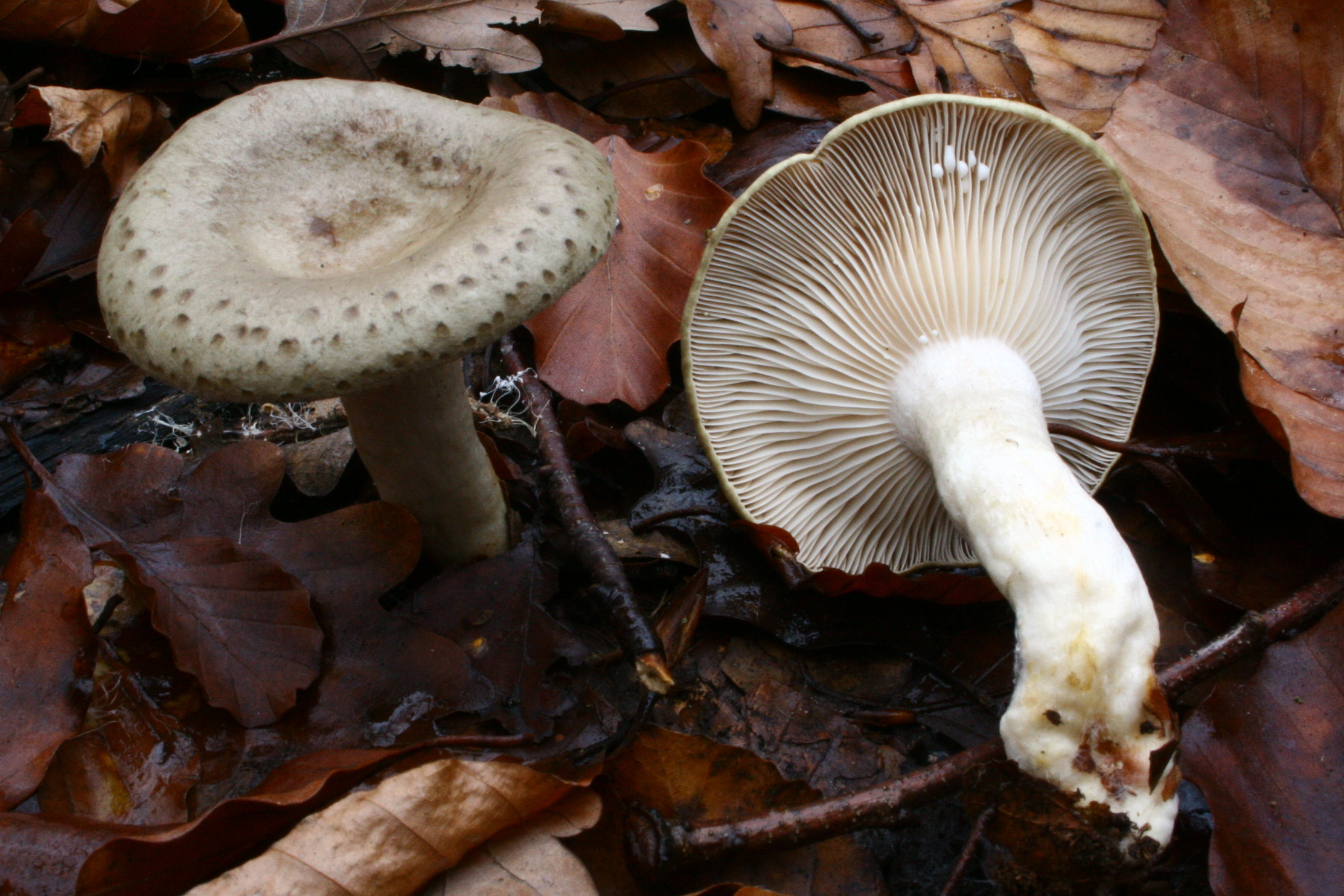
!Lactarius blennius!
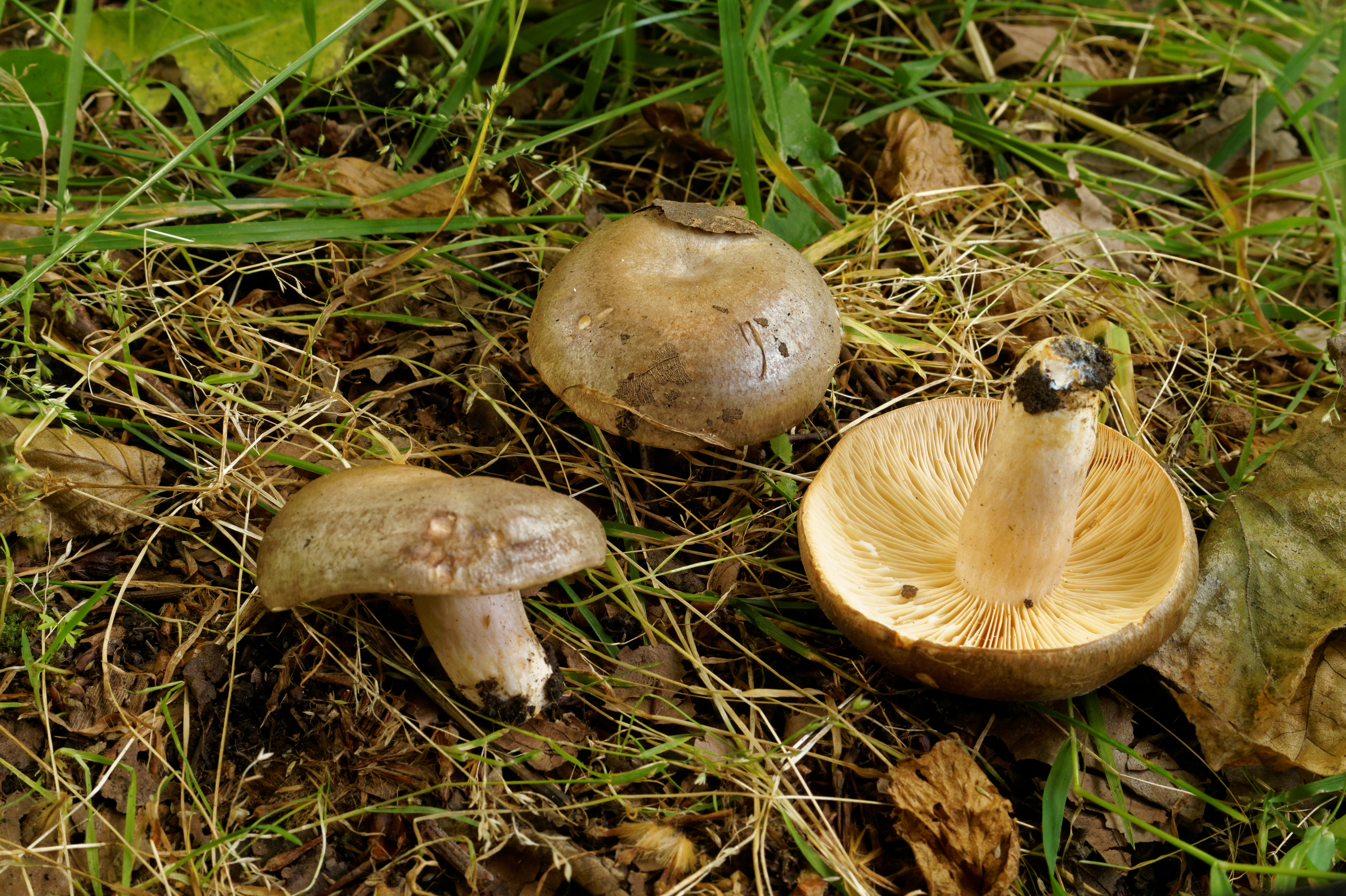
!Lactarius circellatus!
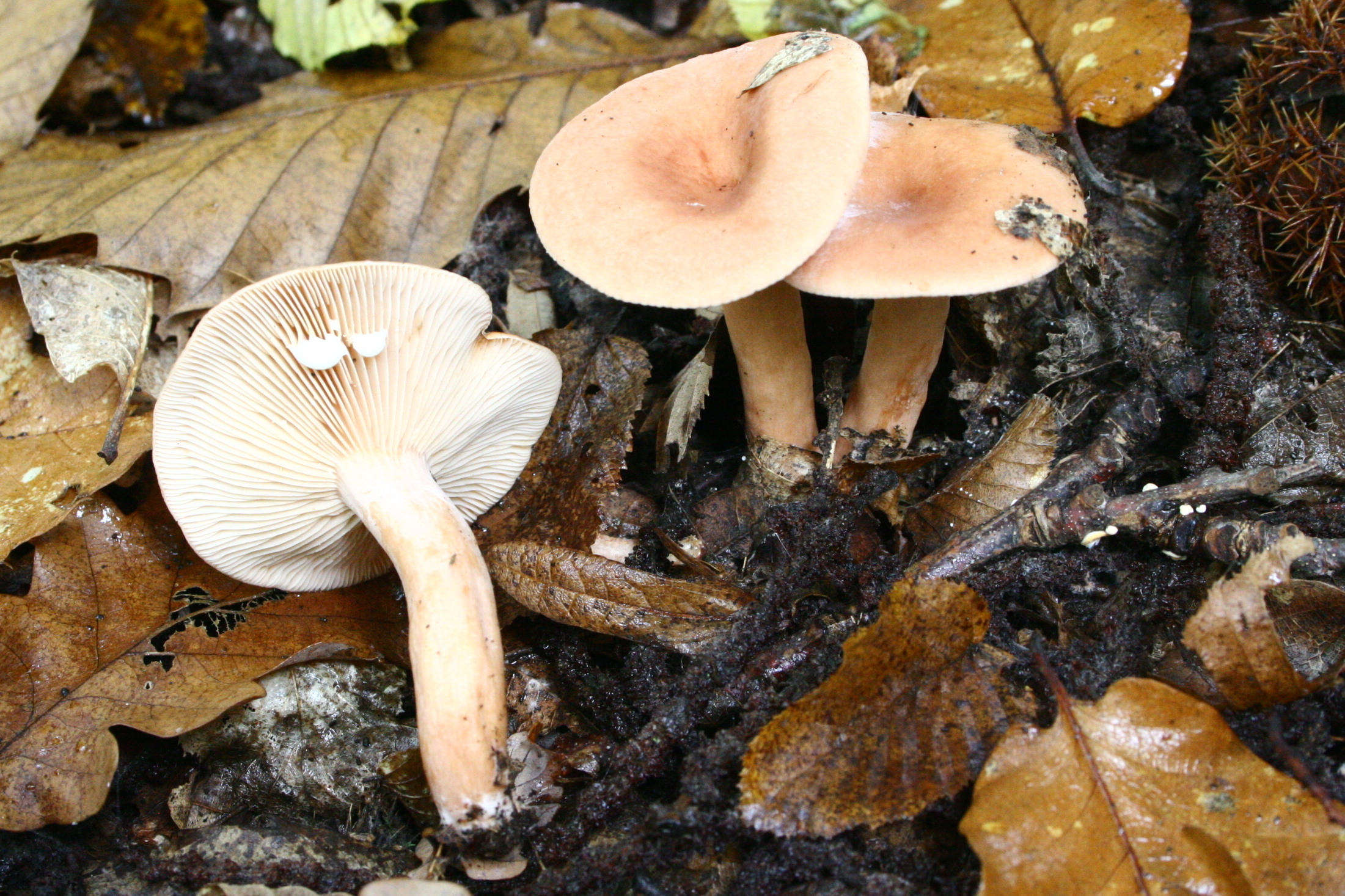
!Lactarius decipiens!
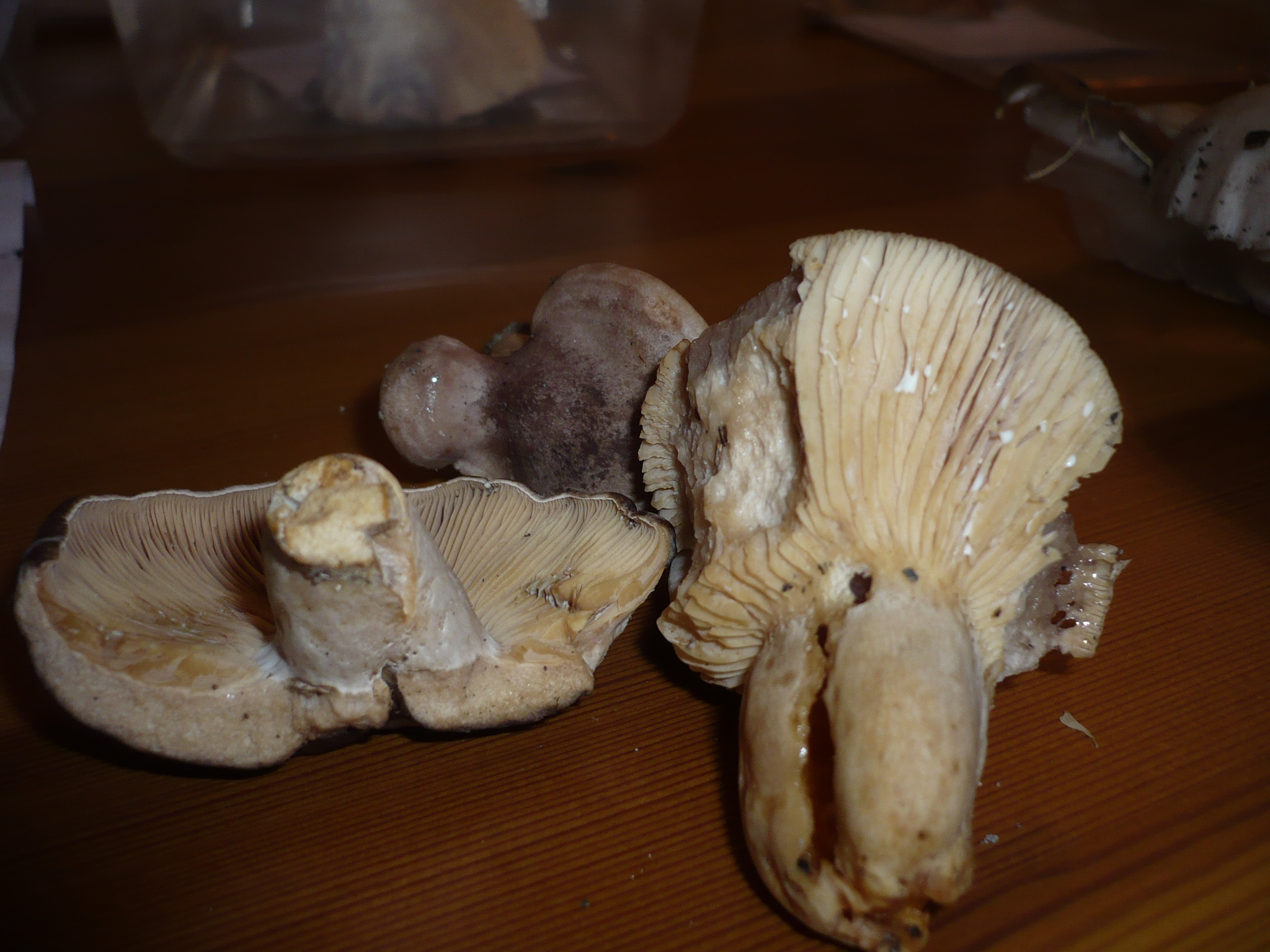
!Lactarius flexuosus!
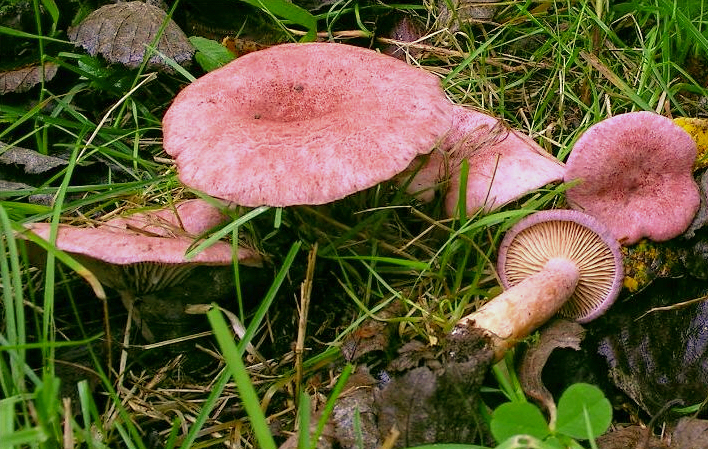
!Lactarius lilacinus!
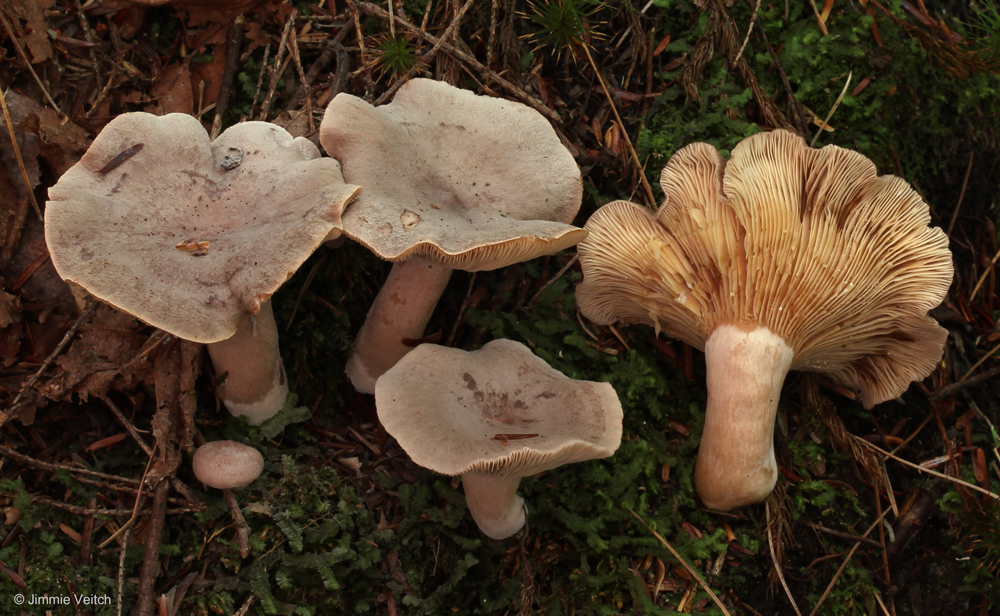
!Lactarius mammosus!

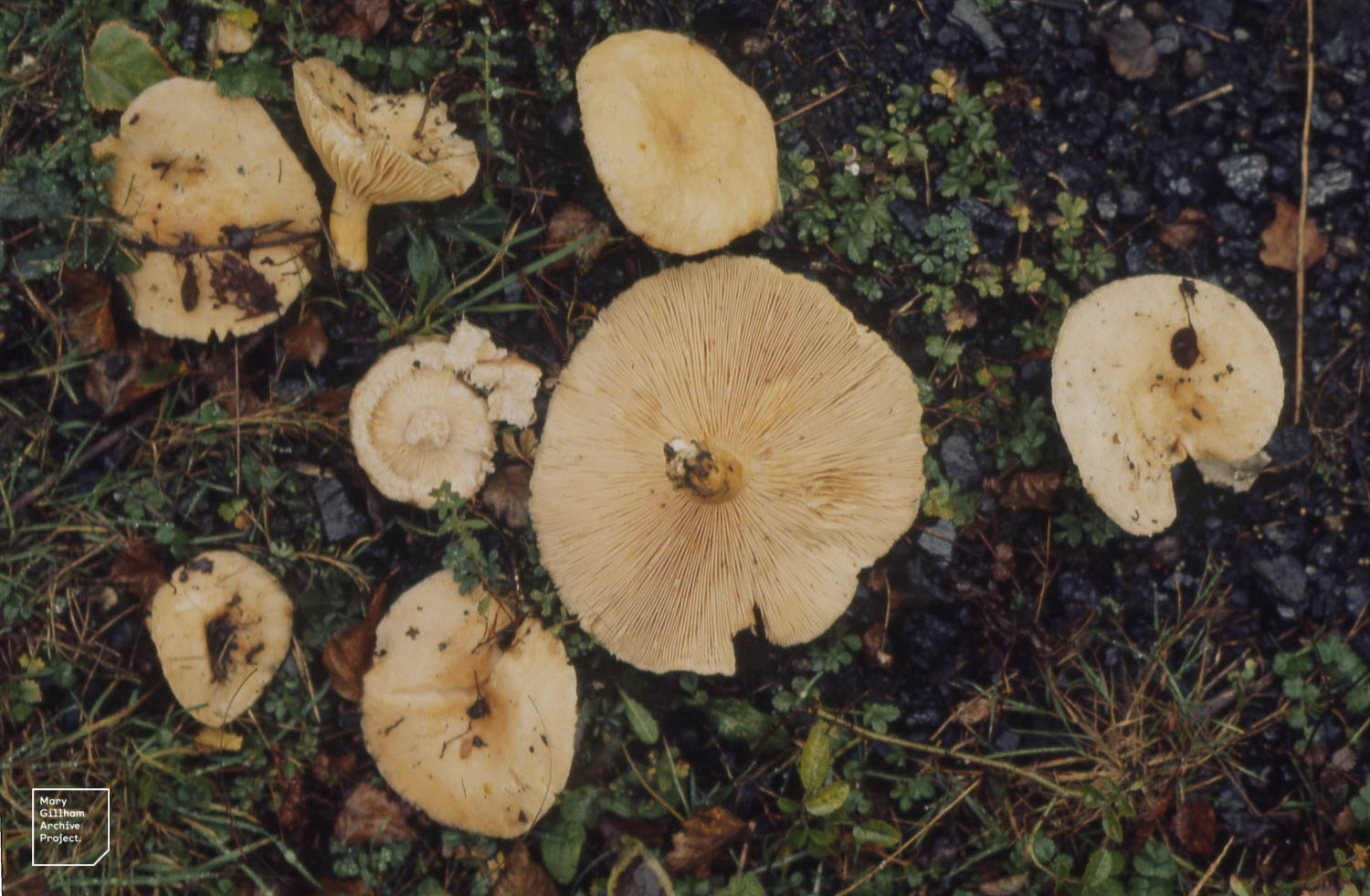
!Lactarius pallidus!
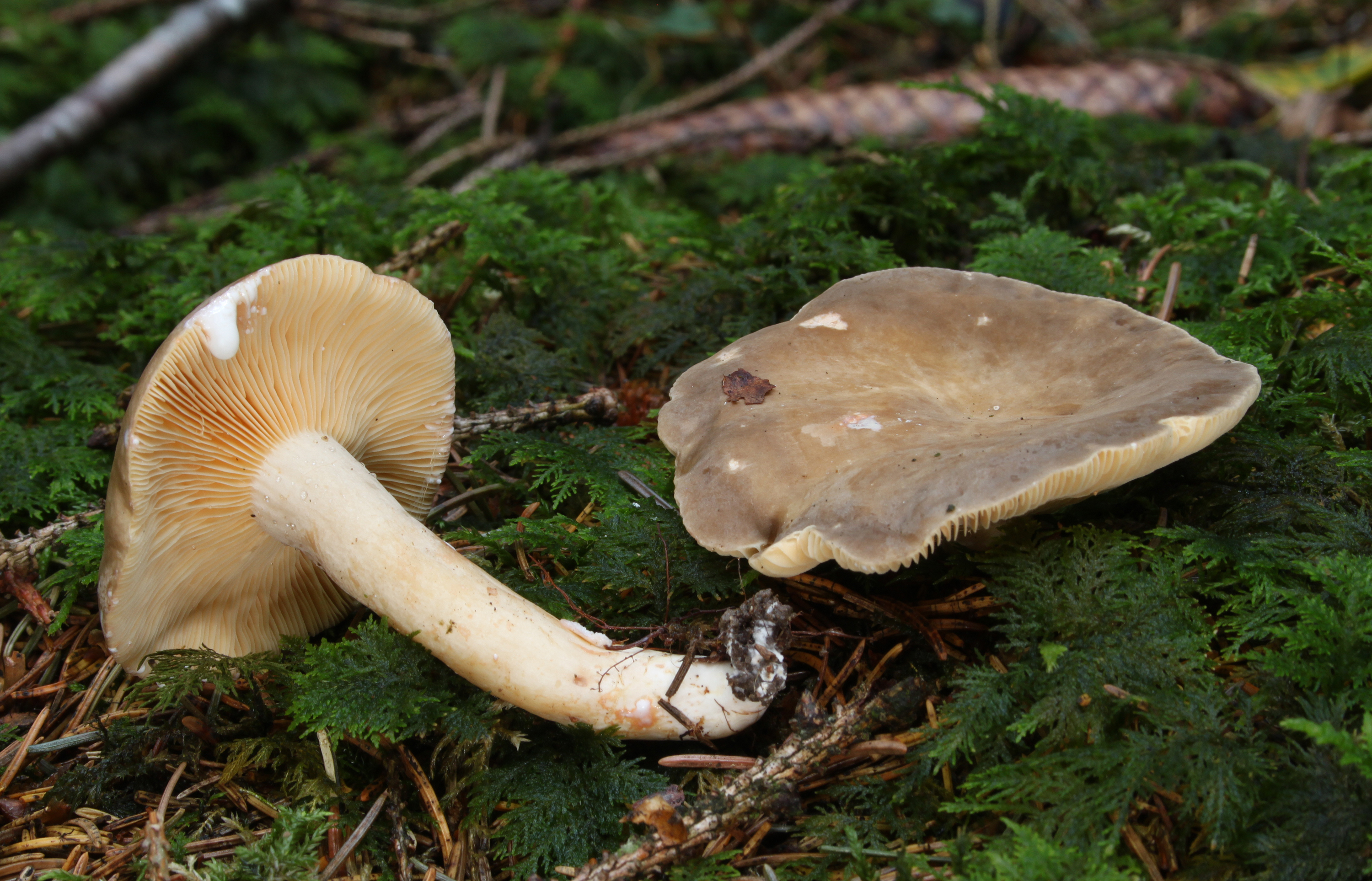
!Lactarius pterosporus!
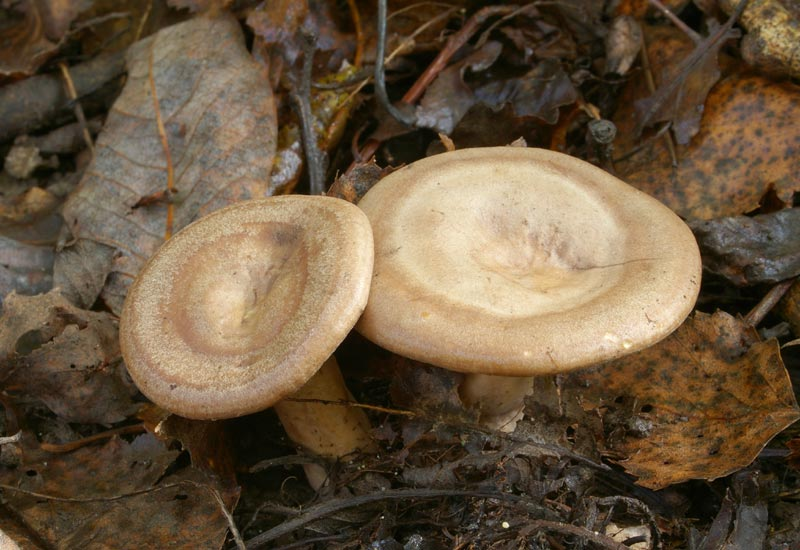
!Lactarius pyrogallus!
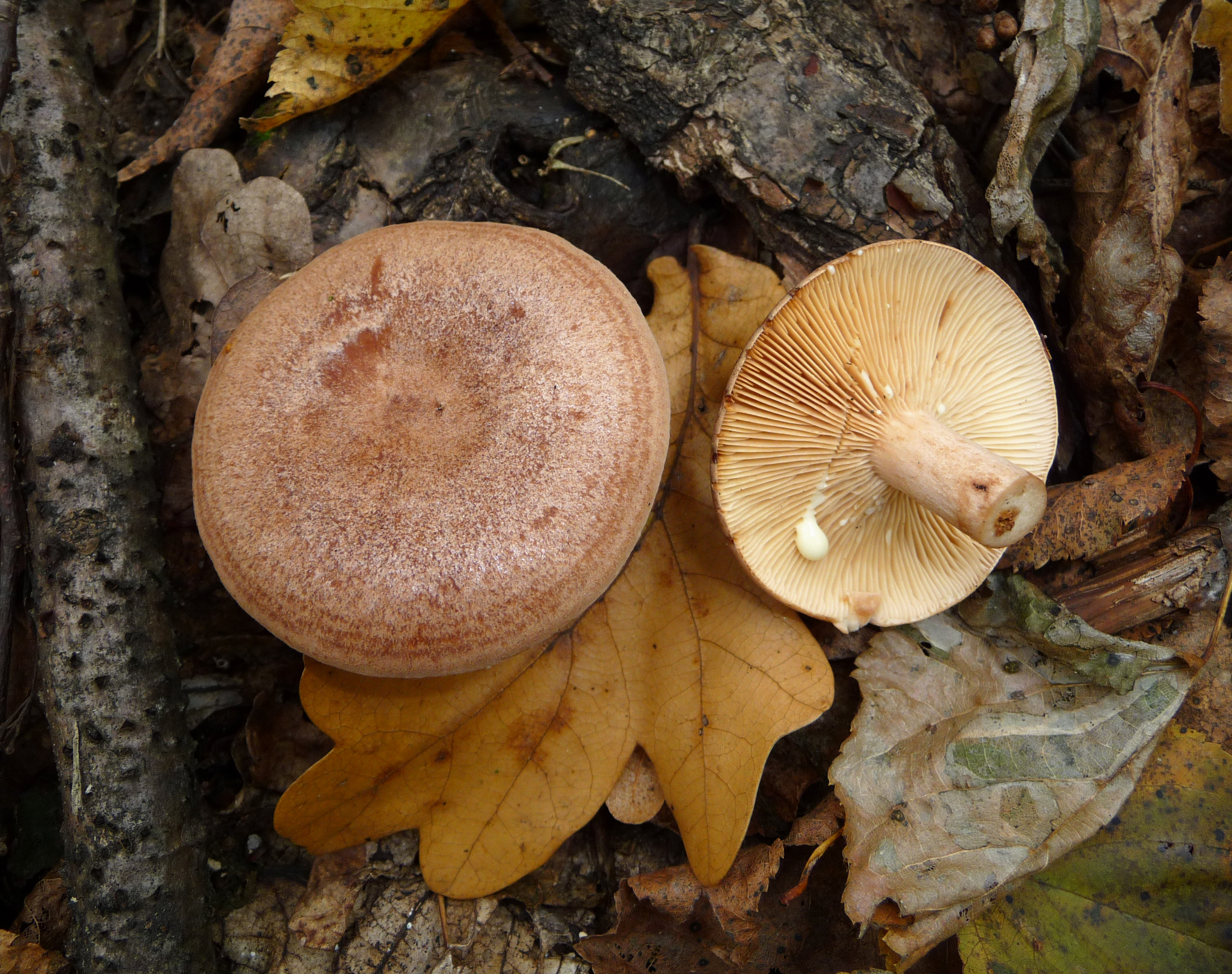
Lactarius quietus
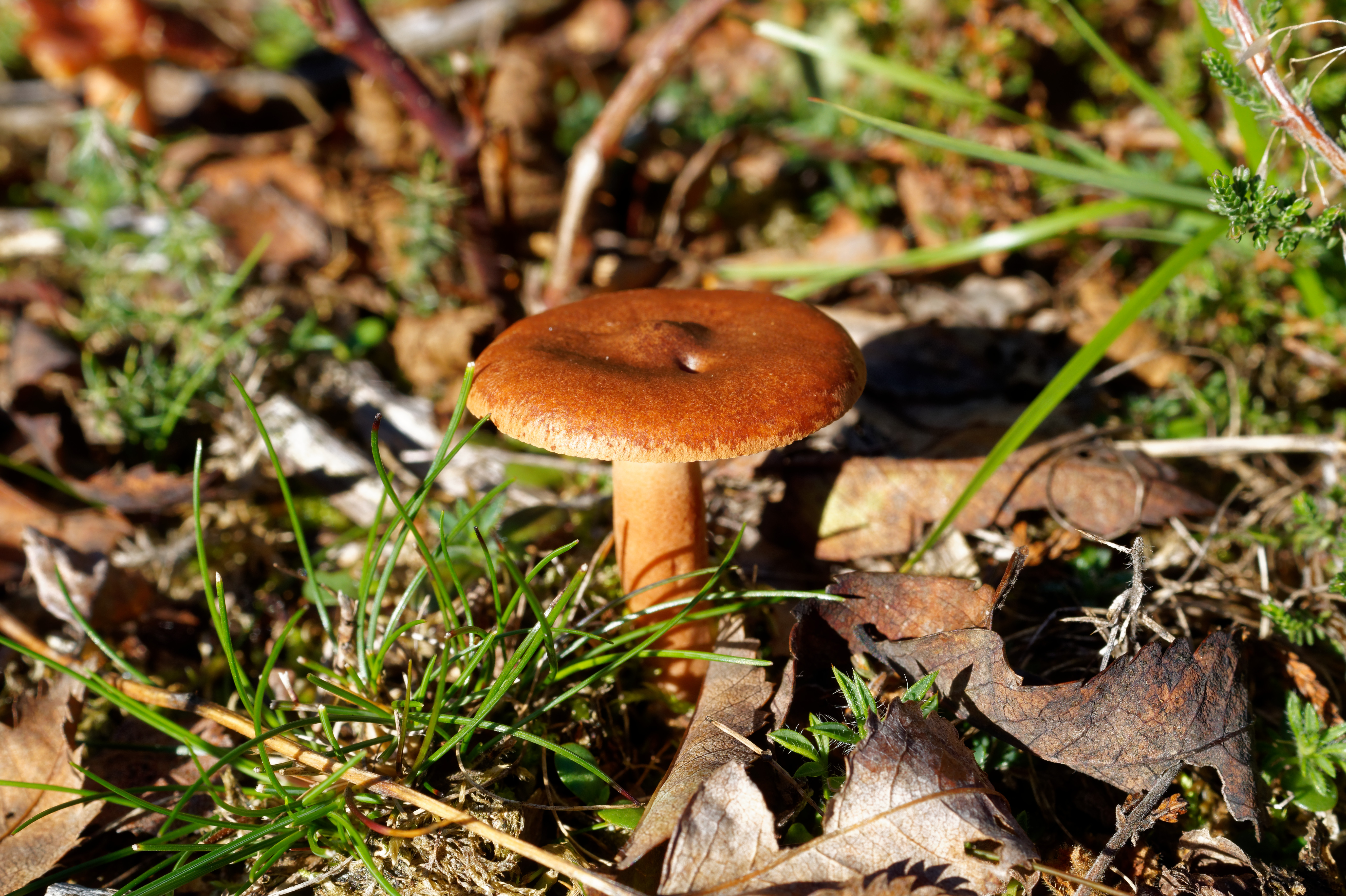
!Lactarius rufus!
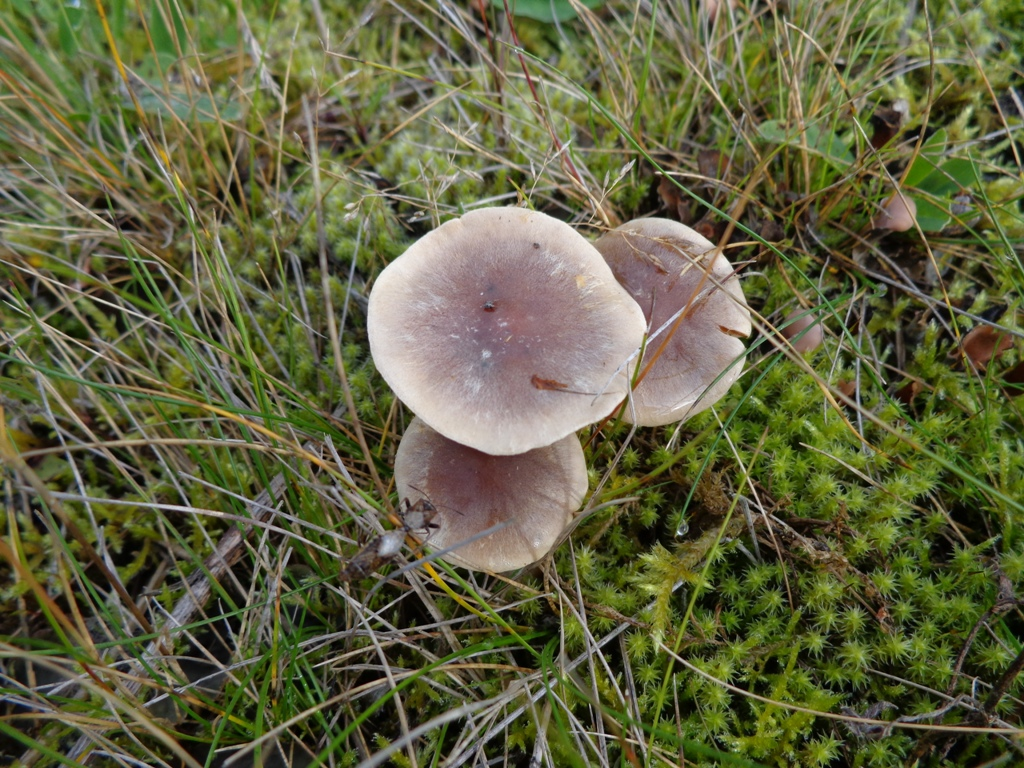
!Lactarius trivialis!
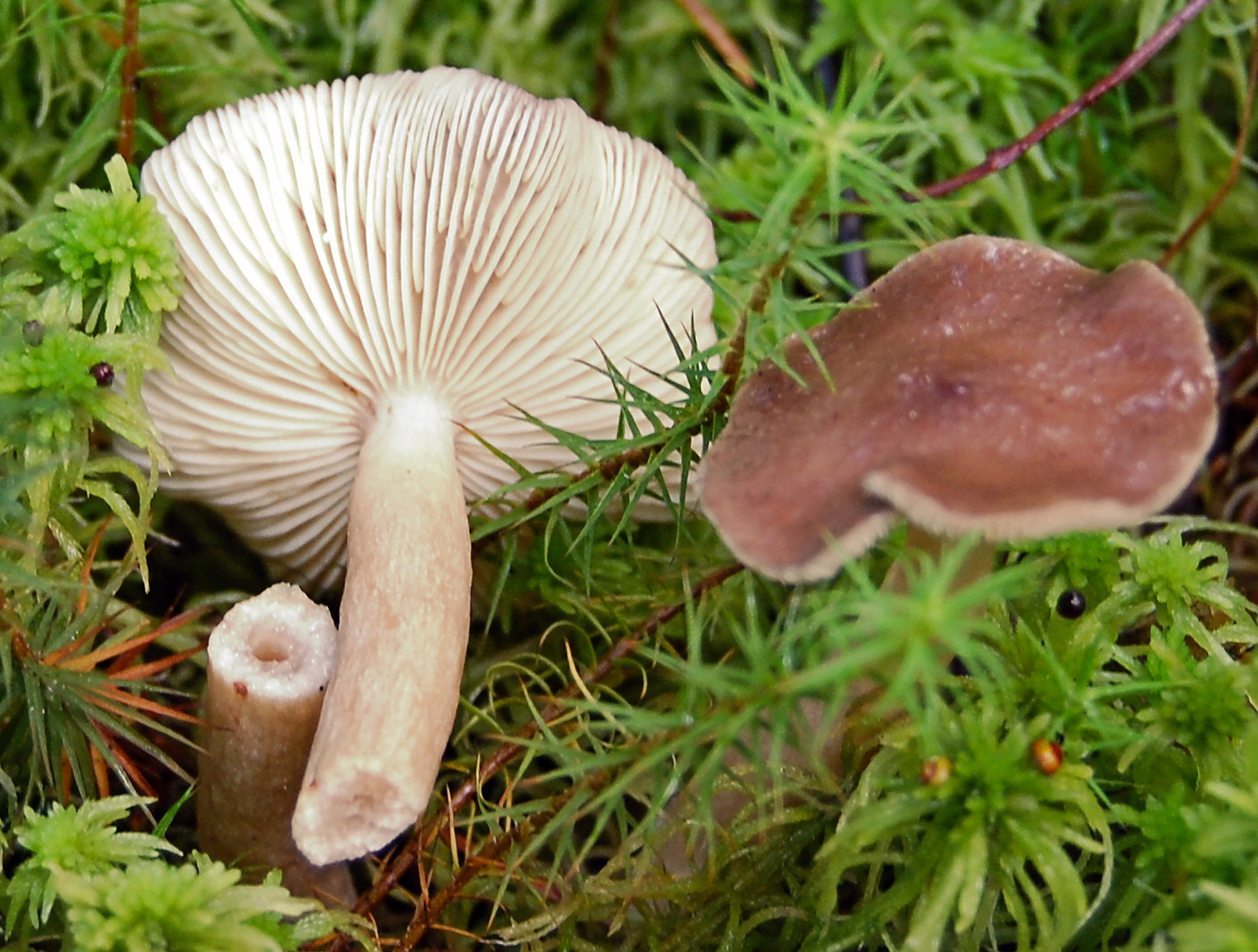
!Lactarius vietus!

## Valorificare

Sesquiterpenele lui Lactarius glyciosmus

Specia neotrăvitoare care are un miros dulcișor nu prea puternic de cocos și un gust moderat iute este discutată divers în cea ce privește comestibilitatea ei. Majoritatea micologilor europeni din Europa Centrală și cea de Sud o declară necomestibilă, pe când cei din Estul și Nordul continentului o văd comestibilă, astfel de exemplu și micologul danez Jakob Emanuel Lange. Pare să fie consumată în aceste țări precum în China în provincia Yunnan. Trebuie dat seama, că mirosul rămâne după preparare și ar strica gustul unei mâncari de hribi sau zbârciogi. 
Un număr mare de terpene toxice au fost izolate din culturi și corpuri fructifere ale ciupercilor superioare. În acest sens sunt deosebit de interesanți compușii naturali de apărare care posedă, de exemplu, activități antibiotice și antifeedante (compuși organici produși de plante pentru a inhiba atacul insectelor și al animalelor care pasc) și sunt susceptibili de a fi toxici. Sesquiterpenele speciilor Lactarius iuți constituie un exemplu interesant în acest sens. În corpurile fructifere ale acestor specii, în câteva secunde după o leziune fizică, un precursor aparent inactiv este transformat enzimatic într-o gamă de sesquiterpene iute cu o funcționalitate di-aldehidă nesaturată care posedă activități antimicrobiene și citotoxice puternice. Leziunea aduce precursorul, care este prezent ca o emulsie în latexul hifelor specializate ale corpurilor fructifere, în contact cu sistemele enzimatice care sunt ținute separat în corpul fructului intact.